# Bo Melton
Miles Bokeem Melton (Mays Landing, 18 maggio 1999) è un giocatore di football americano statunitense che milita nel ruolo di wide receiver per i Green Bay Packers della National Football League (NFL).

## Carriera professionistica

### Seattle Seahawks
Al college Melton giocò a football a Rutgers. Fu scelto nel corso del settimo giro (229º assoluto) del Draft NFL 2022 dai Seattle Seahawks. Fu svincolato il 30 agosto 2022 e firmò con la squadra di allenamento il giorno successivo.

### Green Bay Packers
Il 27 dicembre 2022 Melton firmò con il roster attivo dei Green Bay Packers.
Melton fu svincolato il 29 agosto 2023 e rifirmò con la squadra di allenamento il giorno successivo. Il 22 novembre fu promosso nel roster attivo. Cinque giorni dopo fu svincolato. Il 29 novembre rifirmò con la squadra di allenamento. Fu promosso nel roster attivo per le gare della settimana 16 e 17 nel dicembre 2023. Il 31 dicembre 2023 disputò la prima gara di alto livello contro i Minnesota Vikings in cui ricevette 6 passaggi per 105 yard e un touchdown. Il giorno successivo firmò con il roster attivo. La sua annata si chiuse con 5 presenze, di cui una come titolare, con 16 ricezioni per 218 yard e una marcatura.